# Dynamene torelliae
Dynamene torelliae är en kräftdjursart som beskrevs av David Malcolm Holdich 1968. Dynamene torelliae ingår i släktet Dynamene och familjen klotkräftor. Inga underarter finns listade i Catalogue of Life.